# Јесења соната
Јесења соната (швед. Höstsonaten) је филм Ингмара Бергмана снимљен 1978. године у Норвешкој. Номинован је за Оскара у категоријама за најбољи оригинални сценарио и најбољу главну глумицу. Такође је освојио Златни глобус за најбољи страни филм. Ово је последњи филм Ингрид Бергман.

## Радња
Ева, тек на први поглед задовољна жена пастора у сеоској Норвешкој, позива мајку Шарлоту, светски познату пијанисткињу у посету. Нада се помирењу после дугих година размимоилажења. Али, уместо помирења, Ева оптужује мајку да је напустила још док је била дете свирајући по концертима и лишавајући је мајчинске љубави...

## Главне улоге
- Ингрид Бергман – Шарлота
- Лив Улман – Ева
- Халвар Бјорк – Виктор